# ديفيد كارتر
ديفيد كارتر (بالإنجليزية: David Carter)‏ هو سياسي نيوزلندي، ولد في 3 أبريل 1952 في كرايستشرش في نيوزيلندا. حزبياً، نشط في الحزب الوطني في نيوزيلندا. وقد انتخب عضو مجلس النواب نيوزيلندا وقد انضم خلال فترته النيابية ‏ للكتلة البرلمانية الحزب الوطني في نيوزيلندا.